# Sim Cshangmin
Sim Cshangmin, művésznevén 최강창민 Cshögang Cshangmin vagy Max (Szöul, 1988. február 18.) dél-koreai énekes és színész, a TVXQ együttes tagja.

## Élete és pályafutása
Az az SM Youth Best Contest versenyen figyeltek fel rá. 2003-ban debütált a TVXQ-val BoA és Britney Spears közös fellépésén. Együttesében dalszövegíróként is közreműködött, a Love in the Ice, a Kobek (고백) és az I Swear  koreai szövegét írta.
A TVXQ-val közösen szerepelt az SBS csatorna Banjun Theatre című hétrészes sorozatában, valamint az együttes saját, négyrészes tévésorozatában, a Vacation-ben. 2010-ben az Athena: Goddess of War című sorozatban, illetve a Paradise Ranch-ben szerepelt.
2012-ben a Fly with the Gold című japán filmben szerepelt.
2015-ben a Scholar Who Walks the Night című sorozatban szerepelt.

## Magánélete
A Kepo Középiskolában érettségizett 2006-ban, majd a szöuli Kjonghi Egyetemre nyert felvételt. 2011-ben a Konkuk Egyetem hallgatója lett. 2020 szeptemberében feleségül veszi barátnőjét, aki nem híresség.